# Égimo
Égimo o Egimio (Αἴγιμος o Αἰγίμιος) fue uno de los primeros médicos griegos, quien de acuerdo a lo afirmado por Galeno fue la primera persona que escribió un tratado sobre el pulso, denominada Περί Παλμων (De Palpitationibus, «Sobre las pulsaciones»). Era nativo de Velia en Lucania, y se cree que vivió antes del tiempo de Hipócrates, esto es, en el siglo V a. C.
Ateneo (siglo II d. C.) menciona que Calímaco (siglo III a. C.) solía tener una obra de "Egimio" que describía el arte de hacer pasteles de queso (πλακουντοπουκόν σύγγραμμα), y Plinio el Viejo menciona una persona del mismo nombre que se dice habría vivido unos doscientos años; pero si estos son el mismo individuo o personas diferentes es bastante incierto.